# Đoàn Thanh niên Cộng sản Cuba (1928)

Biểu tượng của Đoàn Thanh niên Cộng sản Cuba năm 1928.

Đoàn Thanh niên Cộng sản Cuba (tiếng Tây Ban Nha: Liga Juvenil Comunista) là cánh thanh niên của Đảng Xã hội chủ nghĩa Bình dân ở Cuba. Tổ chức này được thành lập vào năm 1928. Tính đến năm 1933, Đoàn Thanh niên Cộng sản Cuba ước tính có khoảng 5.000 đoàn viên. Ngoài ra, Đoàn Thanh niên Cộng sản Cuba còn là chi nhánh của Đoàn Thanh niên Quốc tế Cộng sản.